# Strømmen Idrettsforening
Lo Strømmen Idrettsforening è una società calcistica norvegese con sede a Strømmen. Nella stagione 2022 milita nella 2. divisjon, la terza serie del calcio norvegese.

## Storia
È stato fondato il 25 settembre 1911. Il nome iniziale, però, fu Strømmen Fotballklubb, ma con la fusione con lo Strømmen Idrettslag del 27 giugno 1945, il club adottò l'attuale nome.
Il club raggiunse le semifinali della Norgesmesterskapet nel 1957 e giocò nella massima divisione nazionale dal 1949 al 1955, dal 1956 al 1961, nel 1986 e nel 1988. Lo Strømmen detiene anche il record per il minor numero di spettatori presenti ad una partita di calcio della massima divisione, con 202 presenti.
Nel 2006, la squadra si aggiudicò il suo girone della 3. divisjon. Si giocò la promozione, quindi, contro l'Ullern: vinse la partita d'andata, giocata in casa, per sei a due, ma fu sconfitto quattro a due in trasferta; il risultato totale di otto a sei lo qualificò però per la 2. divisjon. Dal 2008, Thomas Berntsen e Petter Myhre sono gli allenatori del club: nel 2009, conquistarono la promozione in 1. divisjon.

## Rosa
Rosa aggiornata al 13 agosto 2018.
| N. |                      | Ruolo | Calciatore            |
| -- | -------------------- | ----- | --------------------- |
| 1  | Canada (bandiera)    | P     | Simon Thomas          |
| 3  | Danimarca (bandiera) | D     | Thor Lange            |
| 4  | Norvegia (bandiera)  | D     | Kristian Jahr         |
| 5  | Norvegia (bandiera)  | D     | Sverre Bjørkkjær      |
| 6  | Norvegia (bandiera)  | D     | Anders Dieserud       |
| 7  | Norvegia (bandiera)  | A     | Petter Mathias Olsen  |
| 8  | Norvegia (bandiera)  | C     | Mathias Blårud        |
| 9  | Norvegia (bandiera)  | A     | Alexander Ruud Tveter |
| 10 | Norvegia (bandiera)  | A     | Mustapha Achrifi      |
| 11 | Norvegia (bandiera)  | C     | Ulrich Østigård Ness  |
| 12 | Norvegia (bandiera)  | P     | Stian Bolstad         |
| 14 | Norvegia (bandiera)  | A     | Sindre Mauritz-Hansen |
| 15 | Islanda (bandiera)   | A     | Jake Pétur Martin     |

| N. |                     | Ruolo | Calciatore               |
| -- | ------------------- | ----- | ------------------------ |
| 17 | Norvegia (bandiera) | C     | Øystein Vestvatn         |
| 18 | Norvegia (bandiera) | C     | Mansour Gueye            |
| 19 | Norvegia (bandiera) | D     | Emil Sildnes             |
| 21 | Norvegia (bandiera) | D     | Johannes Grødtlien       |
| 23 | Norvegia (bandiera) | D     | Pål Steffen Andresen     |
| 24 | Mali (bandiera)     | P     | Oumar Diaby              |
| 30 | Norvegia (bandiera) | C     | Even Pedersen Habberstad |
| 31 | Norvegia (bandiera) | D     | Simen Berg Melby         |
| 40 | Norvegia (bandiera) | C     | Felix Anthonessen        |
| 79 | Norvegia (bandiera) | A     | Sebastian Pedersen       |
| –– | Nigeria (bandiera)  | C     | Moses Ebiye              |
| –– | Nigeria (bandiera)  | C     | Charles Ezeh             |

## Palmarès

### Competizioni nazionali
- 2. divisjon: 2

2009 (gruppo 1), 2024 (gruppo 2)

### Competizioni giovanili
- Norgesmesterskapet G19: 1

1971

### Altri piazzamenti
- Coppa di Norvegia:

Semifinalista: 1957